# Liste der Biografien/Miln
Liste der Biografien |
Portal Biografien |
Personensuche
# |
A |
B |
C |
D |
E |
F |
G |
H |
I |
J |
K |
L |
M |
N |
O |
P |
Q |
R |
S |
T |
U |
V |
W |
X |
Y |
Z |
?
 
Ma |
Mb |
Mc |
Md |
Me |
Mf |
Mg |
Mh |
Mi |
Mj |
Mk |
Ml |
Mm |
Mn |
Mo |
Mp |
Mq |
Mr |
Ms |
Mt |
Mu |
Mv |
Mw |
Mx |
My |
Mz
 
Mia |
Mib |
Mic |
Mid |
Mie |
Mif |
Mig |
Mih–Mik |
Mil |
Mim |
Min |
Mio |
Mip |
Miq |
Mir |
Mis |
Mit |
Miu |
Miv |
Miw |
Mix |
Miy |
Miz
 
Mila |
Milb |
Milc |
Mild |
Mile |
Milf |
Milg |
Milh |
Mili |
Milj |
Milk |
Mill |
Milm |
Miln |
Milo |
Milq |
Milr |
Mils |
Milt |
Milu |
Milv |
Milw |
Mily |
Milz
Die Liste der Biografien führt alle Personen auf, die in der deutschsprachigen Wikipedia einen Artikel haben. Dieses ist eine Teilliste mit 76 Einträgen von Personen, deren Namen mit den Buchstaben „Miln“ beginnt.

## Miln

### Milne
- Milne, A. A. (1882–1956), englischer SchriftstellerA. A. Milne (1882–1956)

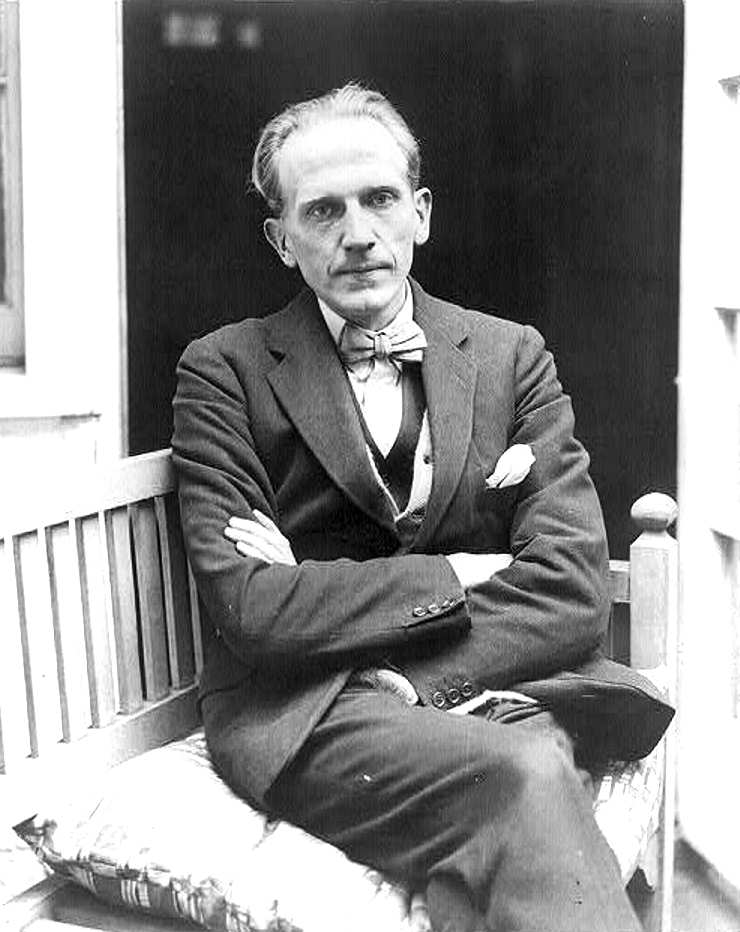
A. A. Milne (1882–1956)

- Milne, Adam (* 1992), neuseeländischer Cricketspieler
- Milne, Alexander (1806–1896), britischer Admiral of the Fleet
- Milne, Andy (* 1967), kanadischer Jazzpianist
- Milne, Angela, australische Triathletin
- Milne, Christine (* 1953), australische Politikerin
- Milne, Christopher Robin (1920–1996), britischer Autor
- Milne, David (* 1939), simbabwischer Bogenschütze
- Milne, Edward Arthur (1896–1950), englischer Mathematiker und Astrophysiker
- Milne, George, 1. Baron Milne (1866–1948), britischer Feldmarschall und Chef des Imperialen Generalstabes (1926–1933)
- Milne, Gordon (* 1937), englischer Fußballspieler und -trainer
- Milne, Hamish (1939–2020), britischer klassischer Pianist
- Milne, Jack (* 2003), schottischer Fußballspieler
- Milne, James (* 1942), neuseeländischer Mathematiker
- Milne, James F. (* 1950), US-amerikanischer Politiker und Anwalt
- Milne, John (1850–1913), britischer Seismologe, Geologe und Bergbauingenieur
- Milne, King, US-amerikanischer Biathlet
- Milne, Kym (* 1965), australischer Weinmacher
- Milne, Leslie (* 1956), US-amerikanische Hockeyspielerin
- Milne, Lisa (* 1971), schottische Opernsängerin (Sopran)
- Milne, MacGillivray (1882–1959), US-amerikanischer Marineoffizier
- Milne, Malcolm (* 1948), australischer Skirennläufer
- Milne, Mary (* 1914), britische Hochspringerin
- Milne, Matt (* 1990), britischer Schauspieler und Filmregisseur
- Milne, Maximillian (* 2000), britischer Sportkletterer
- Milne, Nanette (* 1942), schottische Politikerin
- Milne, Oswald (1881–1968), britischer Architekt
- Milne, Paula (* 1947), britische Drehbuchautorin
- Milne, Ralph (1961–2015), schottischer Fußballspieler
- Milne, Rielly (* 1996), US-amerikanischer Ruderer
- Milne, Robert Duncan (1844–1899), US-amerikanischer Science-Fiction-Autor
- Milne, Ross (1944–1964), australischer Skirennläufer
- Milne, Sarah (* 1992), englische Badmintonspielerin
- Milne, Shawn (* 1981), US-amerikanischer Radrennfahrer
- Milne, Stephen, US-amerikanischer Mathematiker
- Milne, Stephen (* 1994), britischer Schwimmer
- Milne, Tom (1926–2005), britischer Theaterkritiker, Filmkritiker, Autor und Übersetzer
- Milne, William (1822–1895), australischer Politiker, Minister, Präsident des South Australian Legislative Council
- Milne, William (1852–1923), britischer Sportschütze
- Milne-Edwards, Alphonse (1835–1900), französischer Ornithologe, Crustaceologe und Naturforscher
- Milne-Edwards, Henri (1800–1885), französischer Zoologe, Karzinologe, Arzt und Naturforscher
- Milner, Alfred, 1. Viscount Milner (1854–1925), britischer Politiker, Hoher Kommissar für Südafrika und Gouverneur der KapkolonieAlfred Milner, 1. Viscount Milner (1854–1925)

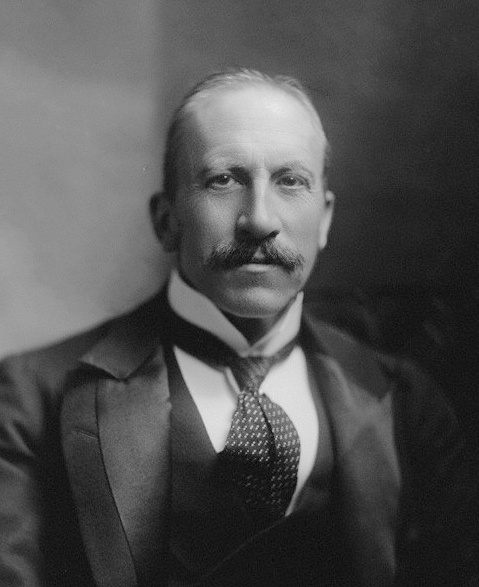
Alfred Milner, 1. Viscount Milner (1854–1925)

- Milner, Allen (1896–1938), US-amerikanischer Fechter
- Milner, Angela (1947–2021), britische Paläontologin
- Milner, Anthony (1925–2002), britischer Komponist und Musikpädagoge
- Milner, Aviv (* 1995), israelischer Eishockeyspieler
- Milner, Bill (* 1995), britischer Schauspieler
- Milner, Brenda (* 1918), britische Psychologin
- Milner, Edward (1819–1884), englischer Landschaftsarchitekt
- Milner, Eric (1928–1997), kanadischer Mathematiker
- Milner, Eva, deutsche Sängerin (Hundreds)
- Milner, Helen V. (* 1958), US-amerikanische Politikwissenschaftlerin
- Milner, Hugo (* 1998), britischer Leichtathlet und Triathlet
- Milner, Isaac (1750–1820), britischer Mathematiker und Erfinder
- Milner, James (* 1986), englischer FußballspielerJames Milner (* 1986)

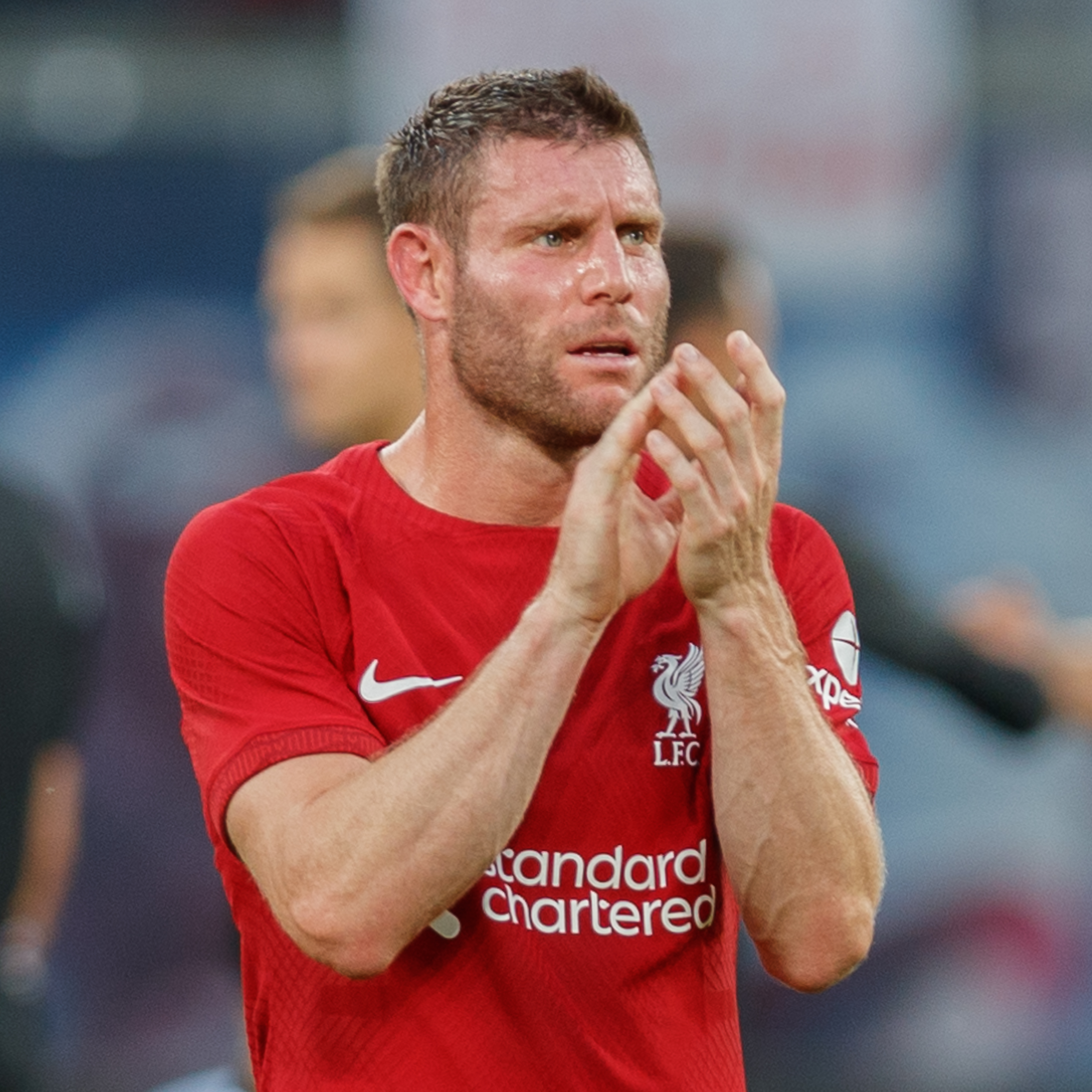
James Milner (* 1986)

- Milner, Jean-Claude (* 1941), französischer Sprachwissenschaftler, Wissenschaftstheoretiker und Philosoph
- Milner, Juri Borissowitsch (* 1961), russisch-israelischer Unternehmer und Manager
- Milner, Martin (1931–2015), US-amerikanischer Film- und Theaterschauspieler
- Milner, Max (1923–2008), französischer Romanist, Komparatist und Literaturwissenschaftler
- Milner, Michael, 2. Baron Milner of Leeds (1923–2003), britischer Peer und Politiker (Labour)
- Milner, Paddy (* 1980), britischer Blues- und Jazzpianist
- Milner, Richard (* 1956), irisch-amerikanischer Physiker
- Milner, Robin (1934–2010), britischer Hochschullehrer, Professor für Informatik und Turingpreisträger
- Milner, Tommy (* 1986), US-amerikanischer Autorennfahrer
- Milner, Victor (1893–1972), US-amerikanischer Kameramann
- Milner-Barry, Philip Stuart (1906–1995), britischer Schachmeister
- Milner-Gulland, Eleanor Jane (* 1967), britische Biologin
- Milner-Skudder, Nehe (* 1990), neuseeländischer Rugby-Union-Spieler
- Milnes, Alfred (1844–1916), US-amerikanischer Politiker
- Milnes, Richard Monckton, 1. Baron Houghton (1809–1885), britischer Literat, Mäzen, Politiker, Mitglied des House of Commons und Sammler erotischer Literatur
- Milnes, Sherrill (* 1935), US-amerikanischer Opernsänger (Bariton) und Verdi-Interpret
- Milnes, William (1827–1889), US-amerikanischer Politiker

### Milni
- Milnik, Albrecht (1931–2021), deutscher Forstwissenschaftler, Fachautor und Biograf

### Milno
- Milnor, James (1773–1844), US-amerikanischer Politiker
- Milnor, John Willard (* 1931), US-amerikanischer Mathematiker, Professor für Mathematik
- Milnor, William (1769–1848), US-amerikanischer Politiker